# Stadtwerke Baden-Baden
Die Stadtwerke Baden-Baden sind ein kommunales Unternehmen der Stadt Baden-Baden zur Versorgung mit Strom, Gas, Wärme und Trinkwasser. Außerdem betreiben sie die Baden-Badener Freibäder, das Bertholdbad sowie Parkhäuser und den ÖPNV.

## Geschichte
1845 wurde ein Steinkohlen-Gaswerk mit einer Tagesleistung von 2.300 kWh installiert, dies wurde 1871 durch ein eigenes städtischen Gaswerkes mit 12.000 kWh ersetzt. Die Erzeugung von eigenem Gas wurde 1965 durch Umstellung auf Ferngas eingestellt.
Der Aufbau der Wasserversorgung fand von 1850 bis 1903 durch Fassung der Quellen statt. 1915 wurde bei Sandweier ein Grundwasserwerk errichtet.
1898 wurde das städtische Elektrizitätswerk eingeweiht. Im Jahr 1919 begann die Lieferung von elektrischem Strom durch das Badenwerk. Nach Umstellung des Energiebezuges auf 110 kV 1965, sind die Umspannwerke mehrere Male erweitert worden.
1997 ist ein Holzhackschnitzel-Heizwerks in die Fernwärmeversorgung eingebunden worden.

## Betriebsbereiche

### Strom
Die Stadtwerke versorgen Baden-Baden seit 1898 mit elektrischer Energie.

### Erdgas
Neben dem Versorgungsgebiet Baden-Baden werden auch die Gemeinden Iffezheim und Hügelsheim mit Erdgas versorgt.

### Wasser
Die Trinkwasserversorgung kommt aus eigenen Quellen und Brunnen der Stadtwerke.

### Wärme
Die Stadtwerke verfügen über zwei eigene Heizkraftwerke. Hier werden Strom und Wärme mit einem Kraft-Wärme-Kopplung genannten Verfahren erzeugt, dass eine Ausnutzung von über 80 % der Energie fossiler Energieträger ermöglicht.

## Beteiligungen und Tochtergesellschaften
Anteile an verbundenen Unternehmen und Beteiligungen
- Parkgaragengesellschaft Baden-Baden mbH GmbH
- Karlsruher Verkehrsverbund
- Klimaschutz- und Energieagentur Baden-Württemberg GmbH, Stuttgart
- Gemeinschaftskraftwerk Baden-Baden GmbH
- TelemaxX Telekommunikation GmbH, Karlsruhe
- Arbeitsgemeinschaft für sparsame Energie- und Wasseranwendung (ASEW) im Verband kommunaler Unternehmen (VKU), Köln
- Solaranlage MLG, Baden-Baden